# 니콜라스 롬바르츠
니콜라스 로베아트 크리스티안 롬바르츠(Nicolas Robert Christian Lombaerts, 1985년 3월 20일-)는 벨기에의 전 축구 선수다. 포지션은 센터백이다.
그는 2014 브라질 월드컵에 벨기에 축구 국가대표팀 명단에 들었으며, 대한민국과의 경기에 선발출전하였다.

## 선수 경력

### 브뤼허
롬바르츠는 브뤼허에 어린나이에 입단하였다. 그는 얀슨 반델리노이트, 글렌 베르부아우드, 토마스 매튼 과 어린시절, 브뤼허에서 다양한 타이틀을 수상하였다.

### 헨트
그의 열망은 벨기에 1부리그에서, 가능한 많이 선발 라인업에 들어서 경기를 뛰는 것이였다. 하지만, 브뤼허에서는 보장이 안 됐고, 결국 헨트로 이적하여, 벨기에 1부리그 2005-06 시즌의 대부분의 모든경기를 소화해 냈으며, 벨기에 축구 국가대표팀에서도, 나타나기 시작했다. 그는 축구 말고도, 헨트 대학교에서 법학을 공부했다. 가끔은, 벨기에의 유스팀인 벨기에 U-21팀 의 명단에 들기도 했다. 헹트에서의 가장 주목할만한 것은 2004 UEFA 유럽 U-19 선수권대회와, 2007년 UEFA U-21 축구 선수권 대회에서 경기를 뛴것이다.

### 제니트

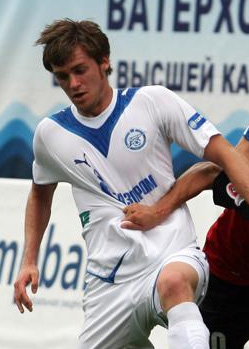
2009년, 제니트에서의 롬바르츠

2007년 7월, 러시아의 제니트 상트페테르부르크로 이적해갔다. 그시절엔, 학업을 포기하고, 축구선수가 되길 선택했다. 게다가, 제니트는 2007년에, 러시아의 1부리그인 러시아 프리미어리그를 우승하였다. 2008년에는, 무릎수술 로 인해, 반년 동안을 후보명단에서 생활해야 했다. 그가 팀에서 활동할 수 없는 기간 동안, 2007-08 UEFA 컵과, 2008 베이징 올림픽 축구에서, 벨기에가 4강에 올라, 그는 그 둘의 기회를 모두 가지질 못하였다.
2009년 7월 19일, 테레크 그로즈니를 상대로, 알렉세이 이오노프와 후반 36분에 교체하여, 마침내 팀에 돌아왔다. 비록, 제니트는 3대2로 경기를 졌지만, 롬바르츠는 행복함을 '어린 남자아이가 달콤한것들이 가득한 상점에 걸어들어왔다.'라고 묘사했다. 그는 아나톨리 다비도프의 감독 대행시절에 빠르게 경기의 수비수가 되었으며, 제니트의 6연승의 큰 보탬에 되었다. 같은해의 11월 29일, 라이벌인, 스파르타크 모스크바를 상대로 결승골을 넣으며, UEFA 챔피언스리그 2010-11에 러시아의 3번째팀으로 올려놓게 되었다.
2010년 6월 10일, 롬바르츠는 제니트에 4년 더 남아있기로 재계약 햐였다.

## 국가대표팀 경력
그는 2006년 5월, 벨기에 축구 국가대표팀소속으로 사우디아라비아를 상대로 A매치에 대뷔 하였으며, UEFA 유로 2008 예선 A조에서, 세경기를 뛰었다.

### 국제대회 득점
| 골 | 날짜             | 장소                              | 상대       | 점수 | 결과 | 대회                |
| -- | ---------------- | --------------------------------- | ---------- | ---- | ---- | ------------------- |
| 1. | 2010년 10월 12일 | 벨기에 브뤼셀, 킹 보두앵 스타디움 | 오스트리아 | 4–3  | 4–4  | UEFA 유로 2012 예선 |
| 2. | 2011년 9월 6일   | 벨기에 브뤼셀, 킹 보두앵 스타디움 | 미국       | 1–0  | 1–0  | 친선경기            |
| 3. | 2014년 11월 12일 | 벨기에 브뤼셀, 킹 보두앵 스타디움 | 아이슬란드 | 1–0  | 3–1  | 친선경기            |

## 수상
제니트
- 러시아 프리미어리그 (3회) : 2007, 2010, 2011-12
- 러시아 컵 (1회) : 2010
- 러시아 슈퍼컵 (2회) : 2008, 2011
- UEFA 유로파리그 (1회) : 2007-08
- UEFA 슈퍼컵 (1회) : 2008